# Troubadours du Roi Baudouin
Les Troubadours du Roi Baudouin formaient un chœur de 45 adolescents et 15 enseignants congolais de l’École centrale de Kamina, au Katanga (R.D. du Congo). Fondé en 1954 par le père franciscain Père Guido Haazen (nl) (né à Anvers le 27 septembre 1921 et mort à Bonheiden le 20 août 2004), le chœur acquit rapidement de la notoriété en chantant une Missa Luba qui eut un succès considérable.

## Histoire
À peine arrivé au Congo belge (1953) le musicien et artiste qu'est le père franciscain belge Guido Haazen met son talent au service du chœur qu'il fonde et organise dès l'année suivante. En l'honneur du roi Baudouin, récemment monté sur le trône en Belgique, le chœur prend le nom de « Troubadours du Roi Baudouin ». Il est formé de 45 garçons ayant entre 9 et 14 ans accompagnés de 15 de leurs enseignants, tous issus de l'École centrale de Kamina, au Katanga.
Arrangeant les textes de la partie ordinaire de la messe latine (kyrie, gloria, credo, sanctus, benedictus, agnus dei) sur des mélodies du peuple luba Haazen crée la Missa Luba, que chantent les Troubadours du Roi Baudouin. Le succès est considérable. Le groupe fait une tournée triomphale en Europe en 1958, se produisant entre autres au pavillon des Missions catholiques de l'Exposition universelle de Bruxelles, et en une autre occasion, avec le chœur des Petits Chanteurs de Vienne.
Le premier enregistrement qui date de 1958, met en vedette le soliste Joachim Ngoi, et est édité en disque microsillon en 1963 au Royaume-Uni, et deux ans plus tard aux États-Unis. Il inclut une sélection de chants qui forment la trame la Missa Luba.
Les Sanctus et Benedictus sont aussi édités en un 45 tours, qui se maintient quelque temps au hit-parade anglais. Il y aura plusieurs rééditions, particulièrement de leur Missa Luba, y compris jusqu'en 2000 ou un CD la présente en compagnie de la Messe Créole et la Messe Flamenca enregistrées par d'autres artistes.